# 國年路

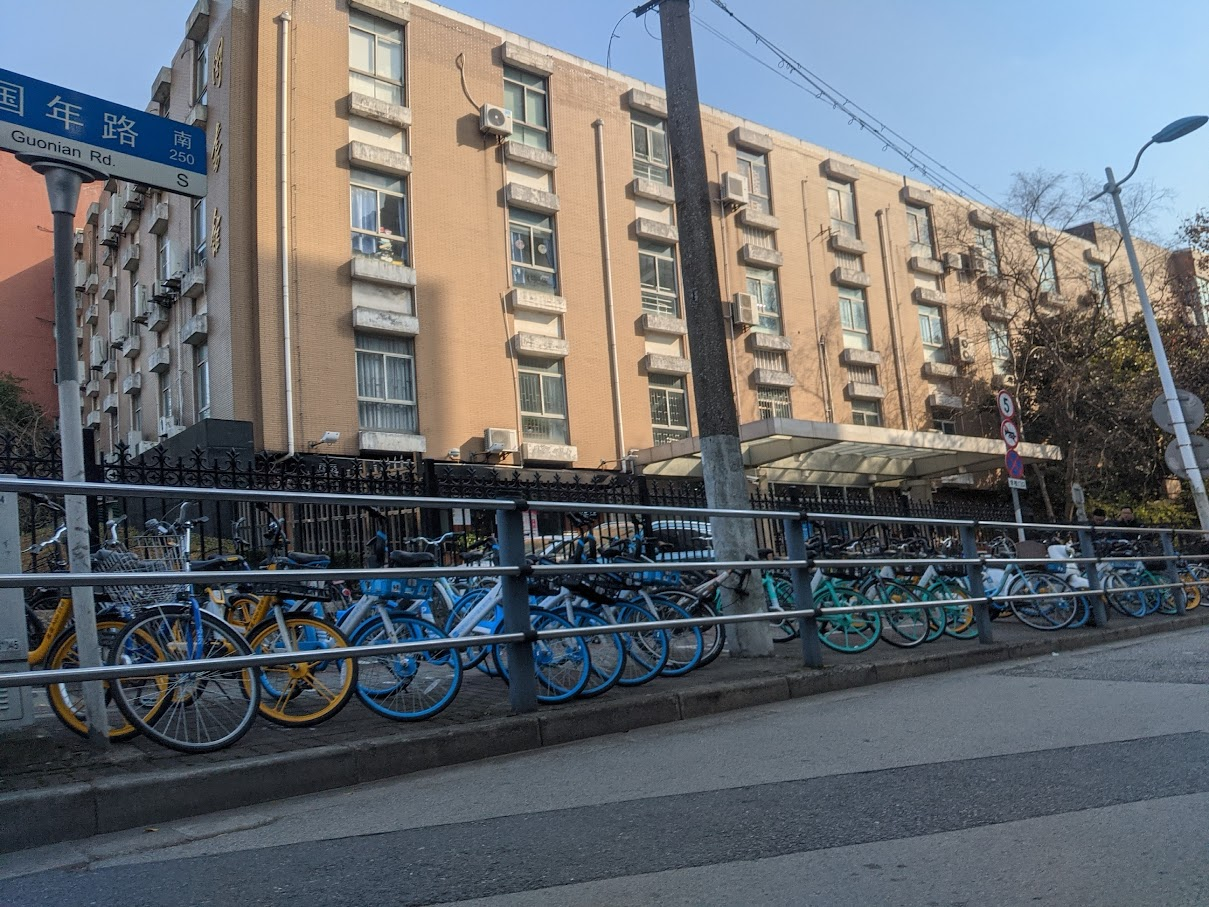
國年路街頭

國年路是中華人民共和國上海市楊浦區一條西北-東南走向道路，西北至邯鄲路，東南至四平路，全長920米，寬7米。國民政府於1929年就已打算修建該道路，初步以國字命名道路。1940年正式修建。國年路周邊為復旦大學校區。